# Bémécourt
Bémécourt és un municipi francès situat al departament de l'Eure i a la regió de Normandia. L'any 2007 tenia 464 habitants.

## Demografia

### Població
El 2007 la població de fet de Bémécourt era de 464 persones. Hi havia 164 famílies, de les quals 44 eren unipersonals (16 homes vivint sols i 28 dones vivint soles), 56 parelles sense fills, 60 parelles amb fills i 4 famílies monoparentals amb fills.
La població ha evolucionat segons el següent gràfic:
Habitants censats

### Habitatges
El 2007 hi havia 229 habitatges, 169 eren l'habitatge principal de la família, 48 eren segones residències i 12 estaven desocupats. Tots els 227 habitatges eren cases. Dels 169 habitatges principals, 152 estaven ocupats pels seus propietaris, 13 estaven llogats i ocupats pels llogaters i 4 estaven cedits a títol gratuït; 2 tenien una cambra, 5 en tenien dues, 22 en tenien tres, 46 en tenien quatre i 94 en tenien cinc o més. 129 habitatges disposaven pel capbaix d'una plaça de pàrquing. A 81 habitatges hi havia un automòbil i a 80 n'hi havia dos o més.

### Piràmide de població
La piràmide de població per edats i sexe el 2009 era:
| Homes | Edats   | Dones |
| ----- | ------- | ----- |
| 0     | 95 o +  | 0     |
| 0     | 90 a 94 | 12    |
| 0     | 85 a 89 | 8     |
| 0     | 80 a 84 | 4     |
| 12    | 75 a 79 | 20    |
| 8     | 70 a 74 | 24    |
| 8     | 65 a 69 | 20    |
| 8     | 60 a 64 | 4     |
| 20    | 55 a 59 | 8     |
| 8     | 50 a 54 | 12    |
| 24    | 45 a 49 | 8     |
| 12    | 40 a 44 | 16    |
| 12    | 35 a 39 | 12    |
| 20    | 30 a 34 | 40    |
| 8     | 25 a 29 | 8     |
| 12    | 20 a 24 | 12    |
| 20    | 15 a 19 | 16    |
| 16    | 10 a 14 | 12    |
| 20    | 5 a 9   | 16    |
| 4     | 0 a 4   | 8     |

## Economia
El 2007 la població en edat de treballar era de 274 persones, 220 eren actives i 54 eren inactives. De les 220 persones actives 205 estaven ocupades (109 homes i 96 dones) i 15 estaven aturades (9 homes i 6 dones). De les 54 persones inactives 17 estaven jubilades, 23 estaven estudiant i 14 estaven classificades com a «altres inactius».

### Ingressos
El 2009 a Bémécourt hi havia 174 unitats fiscals que integraven 428,5 persones, la mediana anual d'ingressos fiscals per persona era de 17.740 €.

### Activitats econòmiques
Dels 19 establiments que hi havia el 2007, 4 eren d'empreses de construcció, 1 d'una empresa de comerç i reparació d'automòbils, 1 d'una empresa de transport, 1 d'una empresa d'informació i comunicació, 1 d'una empresa financera, 5 d'empreses de serveis, 4 d'entitats de l'administració pública i 2 d'empreses classificades com a «altres activitats de serveis».
Dels 4 establiments de servei als particulars que hi havia el 2009, 2 eren paletes, 1 fusteria i 1 lampisteria.
L'any 2000 a Bémécourt hi havia 9 explotacions agrícoles que ocupaven un total de 564 hectàrees.

## Equipaments sanitaris i escolars
El 2009 hi havia una escola elemental integrada dins d'un grup escolar amb les comunes properes formant una escola dispersa.

## Poblacions més properes
El següent diagrama mostra les poblacions més properes.